# Rozdilenský rajón
Rozdilenský rajón (ukrajinsky Роздільнянський район) je rajón v Oděské oblasti na Ukrajině. Hlavním městem je Rozdilna a rajón má přibližně 104 tisíc obyvatel. 